# José Manuel Abascal
José Manuel Abascal (Alceda (Cantabrië), 17 maart 1958) is een Spaanse oud-atleet. Zijn specialiteit was de 1500 m, waarop hij uitblonk doordat hij het vermogen bezat om een gelijkmatig tempo aan te houden. Hij werd op deze afstand vijfmaal nationaal kampioen en nam tweemmaal deel aan de Olympische Spelen. Hierbij behaalde hij één bronzen Olympische medaille. 

## Loopbaan
Op negentienjarige leeftijd won Abascal de 3000 m op de Europese jeugdkampioenschappen in Donetsk. In 1982 en 1983 was hij vervolgens een van Spanjes belangrijkste troeven voor eremetaal op de verschillende Europese seniorenkampioenschappen. Zowel op de EK indoor van 1982 als de EK outdoor van dat jaar speelde hij op de 1500 m een hoofdrol. Het leverde hem zilver en brons op. Het dichtst bij de overwinning kwam hij in 1983 op de EK indoor in Boedapest. Tot 40 meter voor het eind van de 1500 m finalerace lag Abascal op kop, maar de Duitser Thomas Wessinghage kreeg hem vlak voor de finish nog net te pakken.
Op de Olympische Spelen in 1984 behaalde José Abascal in 3.34,30 een bronzen medaille achter de twee Britse coryfeeën Sebastian Coe (eerste in 3.32,53) en Steve Cram (tweede in 3.33,40).
Een zilveren plak was er voor hem weggelegd op de wereldindoorkampioenschappen van 1987 in Indianapolis, waar hij vlak achter winnaar Marcus O'Sullivan (3.39,04) finishte in 3.39,13, maar vóór de Nederlander Han Kulker, die in 3.39,51 een bronzen medaille veroverde.

## Titels
- Spaans kampioen 1500 m - 1978, 1981, 1982, 1984, 1985
- Europees juniorenkampioen 3000 m - 1977

## Persoonlijke records
Outdoor
| afstand        | tijd     | datum            | plaats        |
| -------------- | -------- | ---------------- | ------------- |
| 1000 m         | 2.19,57  | 11 juli 1981     | Oslo          |
| 1500 m         | 3.31,13  | 16 augustus 1986 | Barcelona     |
| 1 Eng. mijl    | 3.50,54  | 10 november 1986 | Rome          |
| 2000 m         | 4.52,40  | 7 september 1986 | Santander     |
| 3000 m         | 7.53,51  | 4 augustus 1988  | La Coruña     |
| 5000 m         | 13.12,49 | 4 juli 1987      | Oslo          |
| 3000 m steeple | 8.38,8   | 29 augustus 1981 | San Sebastian |

Indoor
| afstand     | tijd    | datum            | plaats          |
| ----------- | ------- | ---------------- | --------------- |
| 1500 m      | 3.38,91 | 7 maart 1982     | Milaan          |
| 1 Eng. mijl | 3.52,56 | 27 februari 1983 | East Rutherford |
| 3000 m      | 8.17,33 | 22 februari 1986 | Madrid          |

## Palmares

### 1500 m
- 1978: 4e EK indoor - 3.40,3
- 1978: 10e in series EK - 3.47,6
- 1980: 6e in series OS
- 1980: 8e EK indoor - 3.45,3
- 1981: 5e EK indoor - 3.45,08
- 1982:  EK indoor - 3.38,91
- 1982:  EK - 3.37,04
- 1983:  EK indoor - 3.40,69
- 1983:  Middellandse Zeespelen - 3.39,64
- 1984:  OS - 3.34,30
- 1984: DNS finale EK indoor
- 1985: 5e WK - 3.42,47
- 1986: 4e in series EK - 3.39,20
- 1987:  WK indoor - 3.39,13

### 1 Eng. mijl
- 1986:  GP Finale, Rome - 3.50,54

### 3000 m
- 1977:  EJK - 7.58,3

### 5000 m
- 1987:  Europa Cup, Gateshead - 13.32,87

### veldlopen
- 1977: 9e WK junioren in Düsseldorf - 23.56